# Donn
Donn (irl. "ciemny") – w mitologii iryjskiej bóg zmarłych i świata podziemnego. Ojciec Diarmuida Ua Duibhne, którego dał na wychowanie Aengusowi. Donn jest uważany za "ojca" Irlandczyków; podobnie jak Dis Pater Galów według Juliusza Cezara. Wierzono, że bóg ten zbiera wokół siebie dusze zmarłych, które przybywały na jego sztormową wyspę przed udaniem się w podróż w zaświaty. W efekcie często w wierzeniach ludowych łączono go z sztormami i katastrofami statków
Niekiedy jest on mylony z Eberem Donnem, jednym z wodzów synów Milesiusa, który znieważył Eriu i utonął u południowo-zachodnich brzegów Irlandii.